# Ragyás tinóru
A ragyás tinóru (Hemileccinum depilatum) a tinórufélék családjába tartozó, Európában elterjedt, meleg lomberdőkben élő, ehető gombafaj.

## Megjelenése
A ragyás tinóru kalapja 4-10 (max 15) cm széles, fiatalon félgömb alakú, majd domborúvá, idősen közel lapossá kiterül. Felszíne eleinte kissé molyhos, a felület hullámos, ráncos, méhsejtszerű bemélyedések lehetnek rajta. Színe világosbarna vagy gesztenyebarna, a ráncok mélyén sötétebb.
Húsa fehéres, a termőréteg fölött sárgás; sérülésre nem színeződik el (esetleg a pórusok fölött lassan vörösödhet). Íze és szaga nem jellegzetes.
Termőrétege csöves, felkanyarodó, a pórusok szűkek. Színe sárga, idősen zöldesbarnás, nyomásra, sérülésre nem változik.
Tönkje 3-15 cm magas, alakja vaskos, orsó alakú vagy a tövénél vékonyodó, gyakran hajlott. Mélyen gyökerezik. Felszíne a kalap alatt közvetlenül szemcsés. Színe piszkosfehér vagy sárgás, a termőréteg alatt vöröses sáv látható, a töve felé sárgásbarnás.
Spórapora barnásolív. Spórája elliptikus, mérete 13-15 x 5-6 µm.

### Hasonló fajok
Az okkerszínű tinóruval lehet összetéveszteni, melynek kalapja sima és rózsás árnyalatú lehet. 

## Elterjedése és termőhelye
Európában honos. Magyarországon ritka.
Melegkedvelő, meszes talajú lomberdőkben él, többek között a gyertyánnal, komlógyertyánnal alkot gyökérkapcsoltságot. Nyártól kora őszig terem.

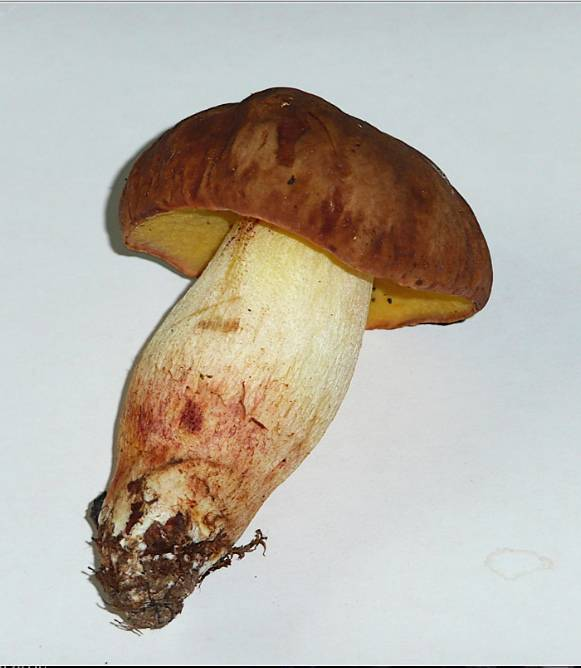
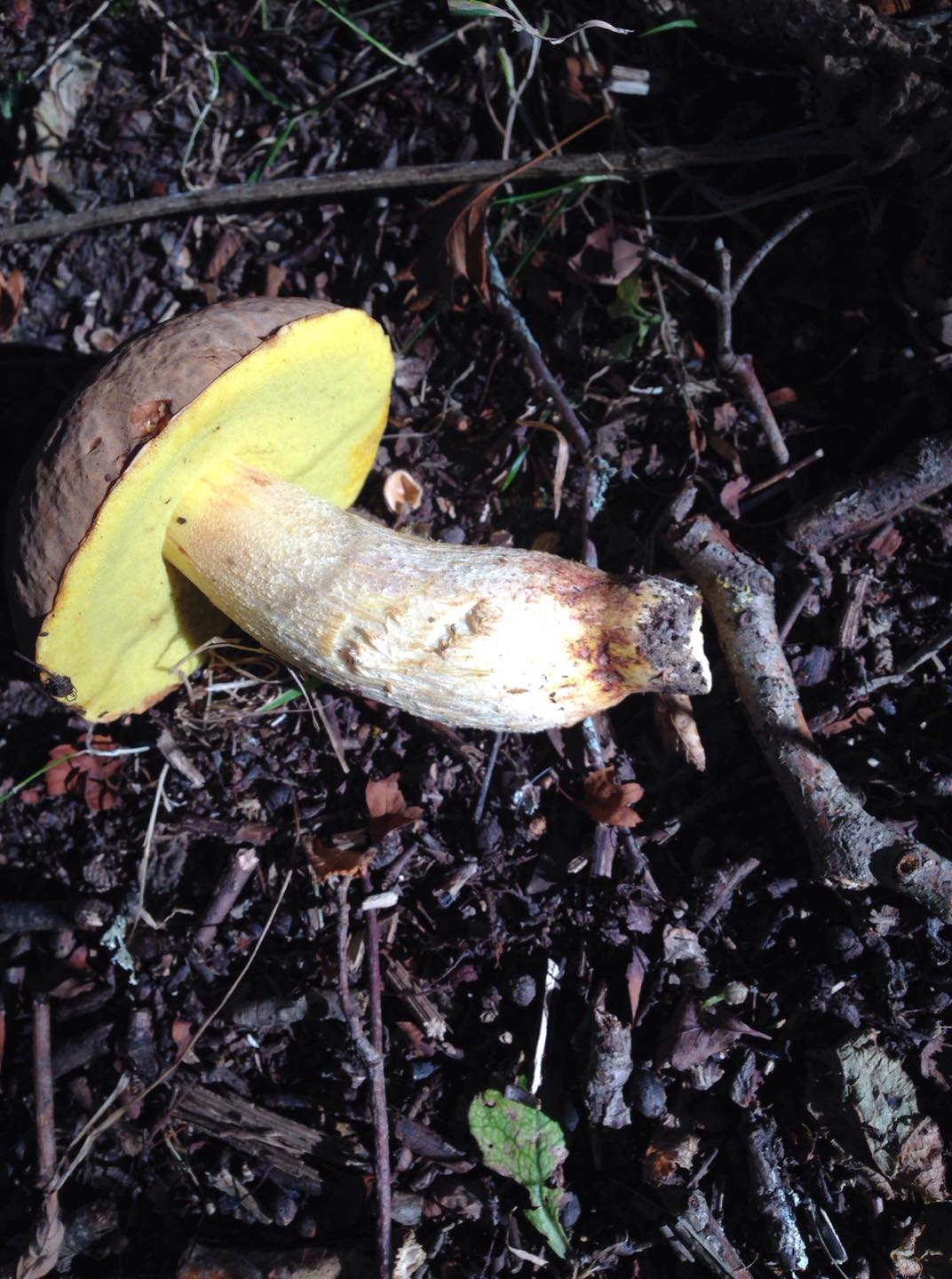
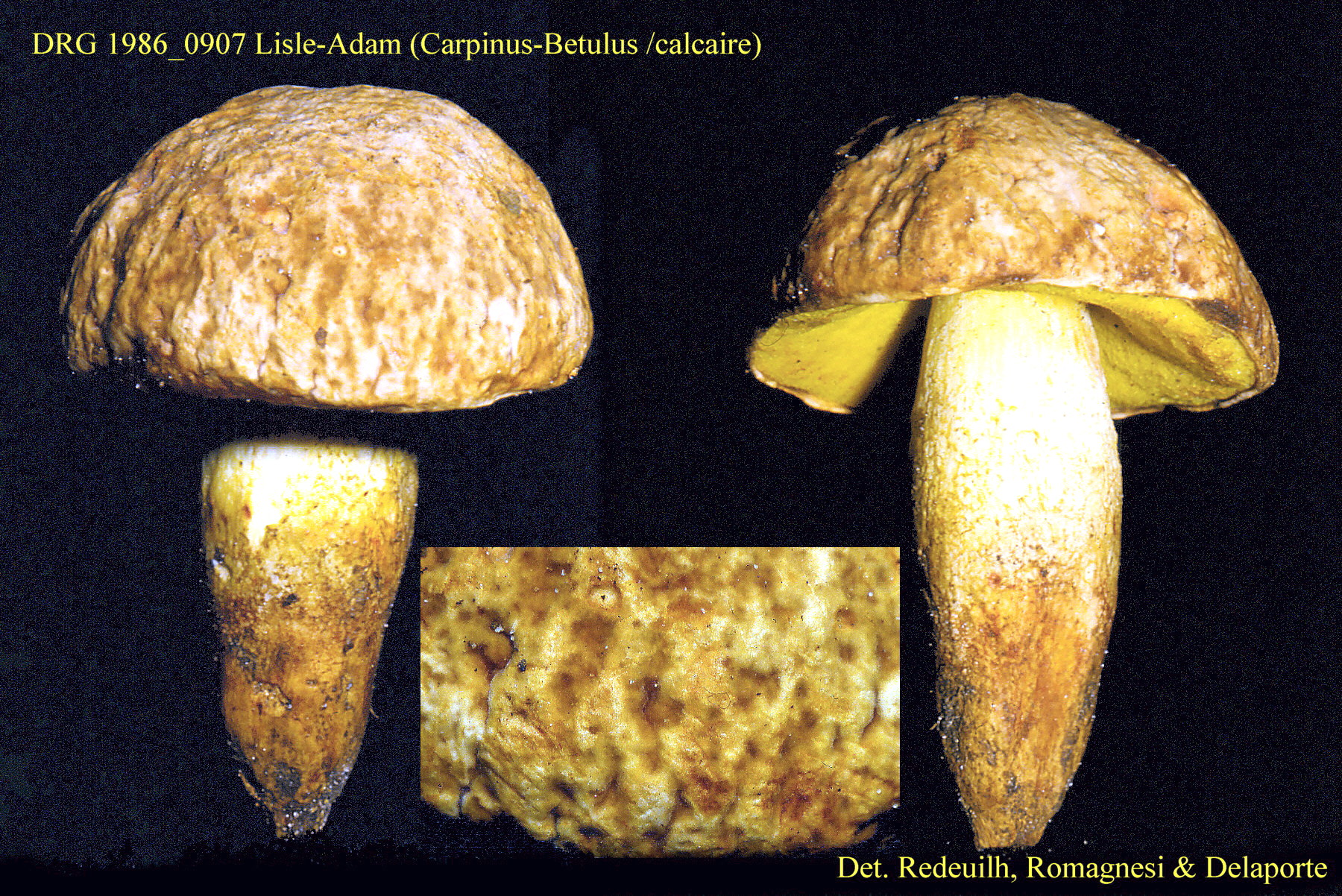
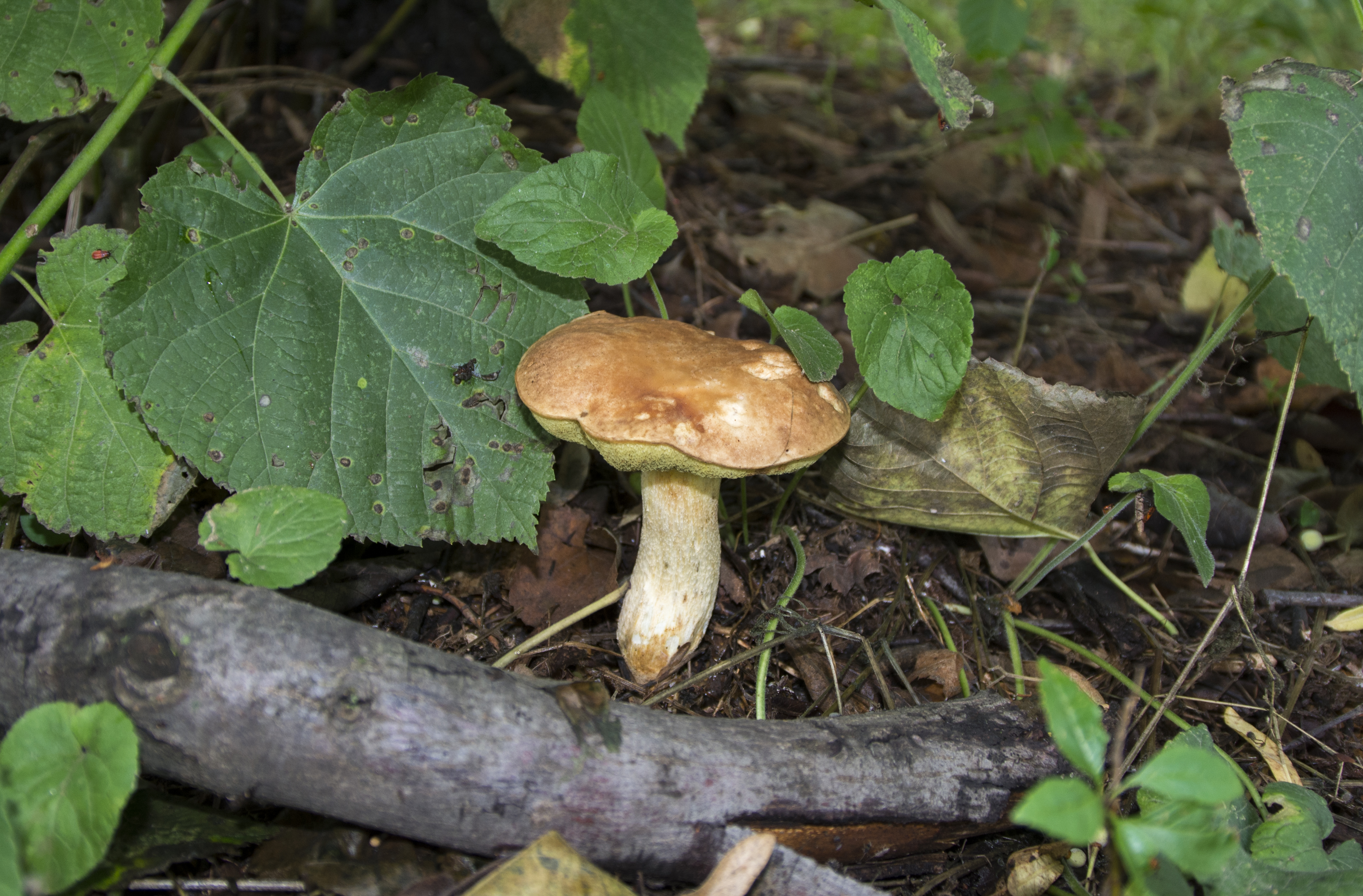
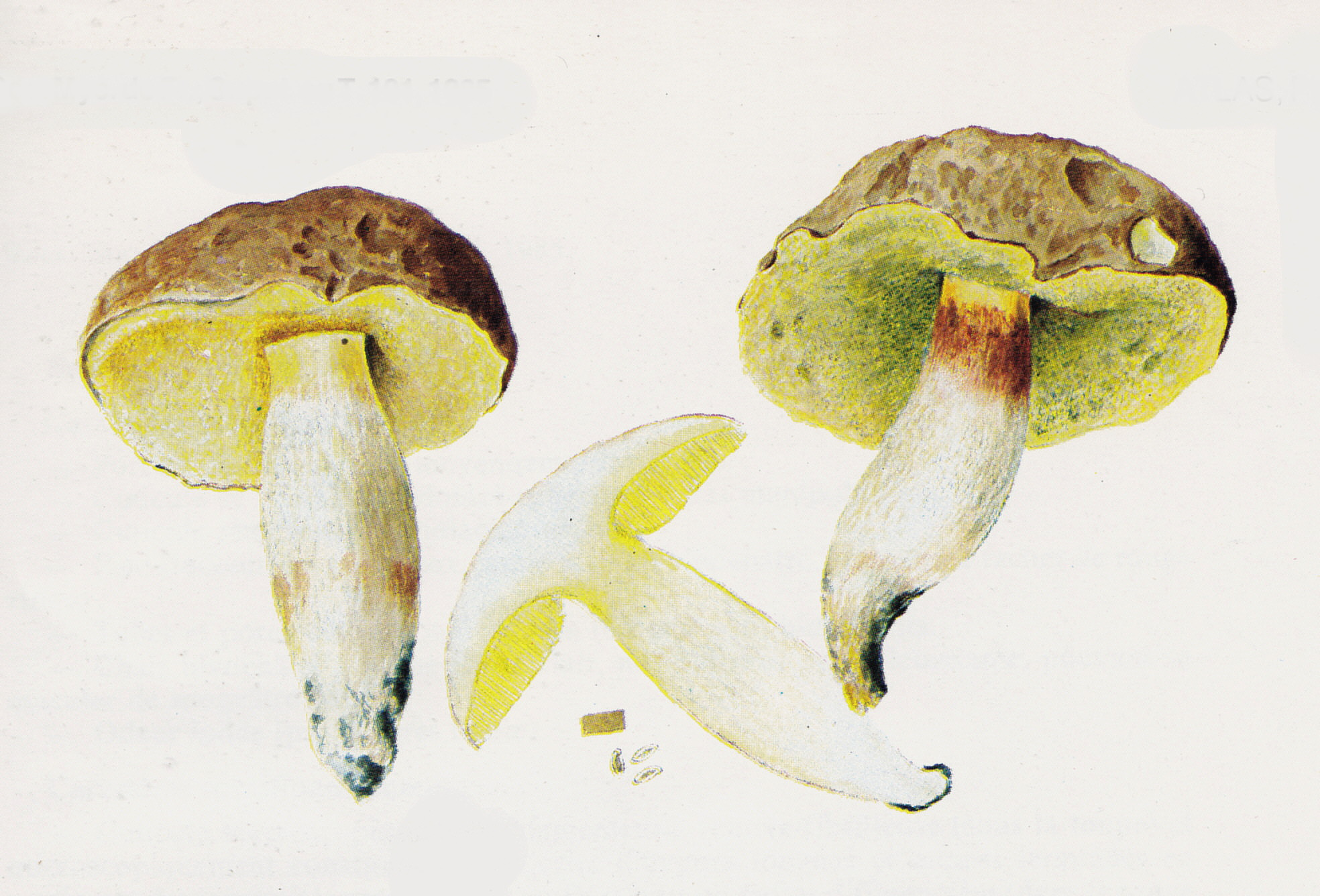

Ehető.  